# Johnny Galecki
John Mark Galecki (Bree, 30 de abril de 1975) é um ator norte-americano, mundialmente conhecido por representar Dr. Leonard Hofstadter na série The Big Bang Theory.

## Biografia
Galecki nasceu na Bélgica em um município chamado Bree, seu pai é um norte-americano chamado Richard Galecki e foi um membro da Força Aérea dos Estados Unidos, enquanto sua mãe chama-se Mari Lou e é uma consultora de hipotecas.
Galecki já namorou a atriz Kaley Cuoco, sua colega de elenco em The Big Bang Theory, eles mantiveram o romance em segredo durante dois anos e romperam no inicio de 2010, porém Kaley declarou que os dois continuam amigos.
Em novembro de 2018, Galecki apresentou a sua namorada, Alaina Meyer (nascida a 2  de fevereiro de 1997  (28 anos) 22 anos mais nova que o ator.

## Trabalhos
Galecki estreou em 1991 no sitcom Blossom no episódio Sexo, mentiras e adolescentes.
Em 2001 fez figuração no filme Vanilla Sky, onde aparece por 15 segundos no enterro do personagem  David Aames, em 2006-2007 atuou em The Little Dog Laughed como Alex. 
No ano de 1995, participou do videoclipe da canção Satellite, da banda Dave Matthews Band. Em 1997 atuou em "Eu sei o que vocês fizeram o verão passado" como Max Neurick.[carece de fontes?]
Seu papel de maior destaque foi o de Leonard Hofstadter, protagonista da série The Big Bang Theory, que estreou em 24 de setembro de 2007 em doze temporadas. Em 2008  apareceu também no filme de comédia Hancock, ao lado de Will Smith e Jason Bateman. Episódio 7 da primeira temporada de My Name Is Earl (Meu Nome é Earl). Ele fez também participação na 8° temporada de Entourage. Está no elenco do filme In Time (no Brasil, O Preço do Amanhã).
Está também no elenco de O Chamado 3, como o professor Universitário Gabriel.

## Filmografia

### Cinema
| Ano  | Filme                                 | Personagem               | Notas                |
| ---- | ------------------------------------- | ------------------------ | -------------------- |
| 1987 | Murder Ordained                       | Doug Rule                | Filme de TV          |
| 1988 | A Night in the Life of Jimmy Reardon  | Toby Reardon             |                      |
| 1989 | Prancer                               | Billy Quinn              |                      |
| 1989 | National Lampoon's Christmas Vacation | Russell 'Rusty' Griswold |                      |
| 1990 | Blind Faith                           | John Marshall            | Filme de TV          |
| 1990 | In Defense of a Married Man           | Eric                     | Filme de TV          |
| 1991 | Backfield in Motion                   | Tim Seavers              | Filme de TV          |
| 1993 | A Family Torn Apart                   | Daniel Hannigan          | Filme de TV          |
| 1994 | Without Consent                       | Marty                    | Filme de TV          |
| 1996 | Murder at My Door                     | Teddy McNair             | Filme de TV          |
| 1997 | Bean                                  | Stingo Wheelie           |                      |
| 1997 | Suicide Kings                         | Ira Reder                |                      |
| 1997 | I Know What You Did Last Summer       | Max Neurick              |                      |
| 1998 | The Opposite of Sex                   | Jason Bock               |                      |
| 2000 | Playing Mona Lisa                     | Arthur                   |                      |
| 2000 | Bounce                                | Seth                     |                      |
| 2001 | Morgan's Ferry                        | Darcy                    |                      |
| 2001 | Vanilla Sky                           | Peter Brown              |                      |
| 2003 | Bookies                               | Jude                     |                      |
| 2004 | Chrystal                              | Barry                    |                      |
| 2004 | White Like Me                         | Marcus                   | Curta                |
| 2005 | Happy Endings                         | Miles                    | Não creditado        |
| 2007 | Who You Know                          | David                    | Curta                |
| 2008 | Hancock                               | Jeremy                   | Cameo Role           |
| 2009 | Table for Three                       | Ted                      | Diretamente em vídeo |
| 2011 | In Time                               | Borel                    |                      |
| 2017 | Rings                                 | Gabriel                  |                      |
| 2018 | The Cleanse                           | Paul Berger              |                      |

### Televisão
| Ano(s)    | Título              | Personagem                  | Notas                                                                                      |
| --------- | ------------------- | --------------------------- | ------------------------------------------------------------------------------------------ |
| 1990      | Hardball            | Male Escort #1              | Episódio: "The Hunt for Honus Wagner"                                                      |
| 1991      | Blossom             | Jason                       | Episódio: "Sex, Lies and Teenagers"                                                        |
| 1990–1991 | American Dreamer    | Danny Nash                  | 17 episódios                                                                               |
| 1992      | Billy               | David MacGregor             | 13 episódios                                                                               |
| 1993      | Civil Wars          | Student accused of cheating | Episódio: "Split Ends"                                                                     |
| 1992–1997 | Roseanne            | Kevin/David Healy           | 92 episódios                                                                               |
| 2000      | Batman Beyond       | Knux (voz)                  | Episódio: "April Moon"                                                                     |
| 2000      | The Norm Show       | Dale Stockhouse             | Episódio: "Norm vs. Youth: Part 1" Episódio: "Norm vs. Youth: Part 2"                      |
| 2004      | LAX                 | Leland Pressman             | Episódio: "Finnegan Again, Begin Again"                                                    |
| 2005      | My Name Is Earl     | Scott                       | Episódio: "Stole Beer from a Golfer"                                                       |
| 2005      | Hope & Faith        | Jay                         | Episódio: "Blood Is Thicker Than Daughter" Episódio: "The Restaurant" Episódio: "Jay Date" |
| 2006      | American Dad!       | Arnie                       | Episódio: "Irregarding Steve"                                                              |
| 2006–2007 | My Boys             | Trouty                      | Episódio: "Clubhouse Poison" Episódio: "Take One for the Team" Episódio: "Ethics"          |
| 2007–2019 | The Big Bang Theory | Leonard Hofstadter          | [ 4 ]                                                                                      |
| 2009      | Family Guy          | Leonard Hofstadter          | Episódio: "Business Guy"                                                                   |
| 2011      | Entourage           | Ele mesmo                   | Participação Especial                                                                      |